# Tripogandra kruseana
Tripogandra kruseana är en himmelsblomsväxtart som beskrevs av Eizi Matuda. Tripogandra kruseana ingår i släktet Tripogandra och familjen himmelsblomsväxter. Inga underarter finns listade.